# Semaeomyia minutissima
Semaeomyia minutissima är en stekelart som beskrevs av Günther Enderlein 1909. Semaeomyia minutissima ingår i släktet Semaeomyia och familjen hungersteklar. Inga underarter finns listade i Catalogue of Life.